# Auguste Comte
Isidore Marie Auguste François Xavier Comte (Montpellier, 17 februari 1798 – Parijs, 5 september 1857) was een Frans filosoof en socioloog. Hij was een van de eerste wetenschapsfilosofen en de grondlegger van het positivisme, dat bedoeld was om aan de malaise ontstaan na de Franse Revolutie een halt toe te roepen. Auguste Comte behoort ook tot de grondleggers van de sociologie. Zijn religie van de mensheid ("L'amour pour principe et l'ordre pour base; le progrès pour but") werd populair in Frankrijk, Mexico en het Braziliaanse keizerrijk en stierf aan een zachte dood midden 19e eeuw.

## Biografie
Comte was afkomstig uit een streng katholieke ambtenarenfamilie waar hij thuisonderwijs genoot. Hij vervolgde zijn opleiding aan het lyceum en de universiteit van Montpellier en verklaarde later op 13jarige leeftijd zijn geloof te zijn verloren. Nadat hij in 1813 werd afgewezen bij de Parijse École polytechnique omdat hij nog geen 16 was, werd hij er in november 1814 wel toegelaten. In 1816 werd zijn volledige jaar geschorst en de school gesloten op bevel van Lodewijk XVIII van Frankrijk. Comte werd een volgeling van de utopisch-socialistische denker en ondernemer Claude Henri de Saint-Simon en ging aan de slag als zijn secretaris. In 1824 nam hij ontslag omdat hij alsmaar meer afweek van de ideeën van Saint-Simon en ook weigerde om zijn eigen werk te publiceren onder de naam Henri de Saint-Simon.
Eerst gaf hij privélessen, onder anderen aan Alexander von Humboldt, om in zijn onderhoud te voorzien. Tijdens een van zijn lessen over positivisme stortte hij in, wat het begin aankondigde van een 15-jarige periode van symptomen van depressie, paranoia en uiteindelijk grootheidswaanzin.
In 1825 ging hij een huwelijk aan met Caroline Massin om, zoals hij verklaarde, haar te redden van prostitutie. Het huwelijk was ongelukkig. Financiële problemen, werkstress en relatieproblemen bevorderden zijn krankzinnigheid. In 1829 was hij er weer bovenop en begon opnieuw met lesgeven. Hij deed een aantal pogingen om als hoogleraar benoemd te worden. In 1833 werd hij aangesteld aan de École Polytechnique van de Universiteit van Montpellier, maar werd spoedig weer ontslagen. In 1838 presenteerde hij het begrip sociologie (zie Geschiedenis van de sociologie).
In 1842 scheidde hij van Massin. Comte leefde van de giften van volgelingen en vrienden, waaronder van de bekende Engelse denker John Stuart Mill.
Na twee zelfmoordpogingen en een verblijf in een psychiatrische instelling ontmoette hij in 1844 de adellijke Clothilde de Vaux. Deze dichteres wees zijn liefde af, maar had door hun correspondentie een diepgaande religieus getinte invloed op hem. Ze stierf twee jaar later waarna Comte haar begon te idealiseren.
In 1849 kwam hij met een voorstel een positivistische religie en kalender in te voeren, bestaande uit 13 maanden van 28 dagen, plus een dag om de doden te herdenken. In 1851 verwelkomde hij de staatsgreep van Napoleon III.
Toen hij in 1857 stierf - zijn testament omvatte 500 bladzijden - had zich al een cultus rond zijn persoon gevormd. Zijn positivisme had vooral bekendheid gekregen vanwege de wet van de drie stadia. Hij werd door zijn volgelingen, waaronder Willem de Constant Rebecque, die bereid was zijn fortuin in te zetten voor het altruïstische doel, haast als een heilige beschouwd.

## Werk & invloed

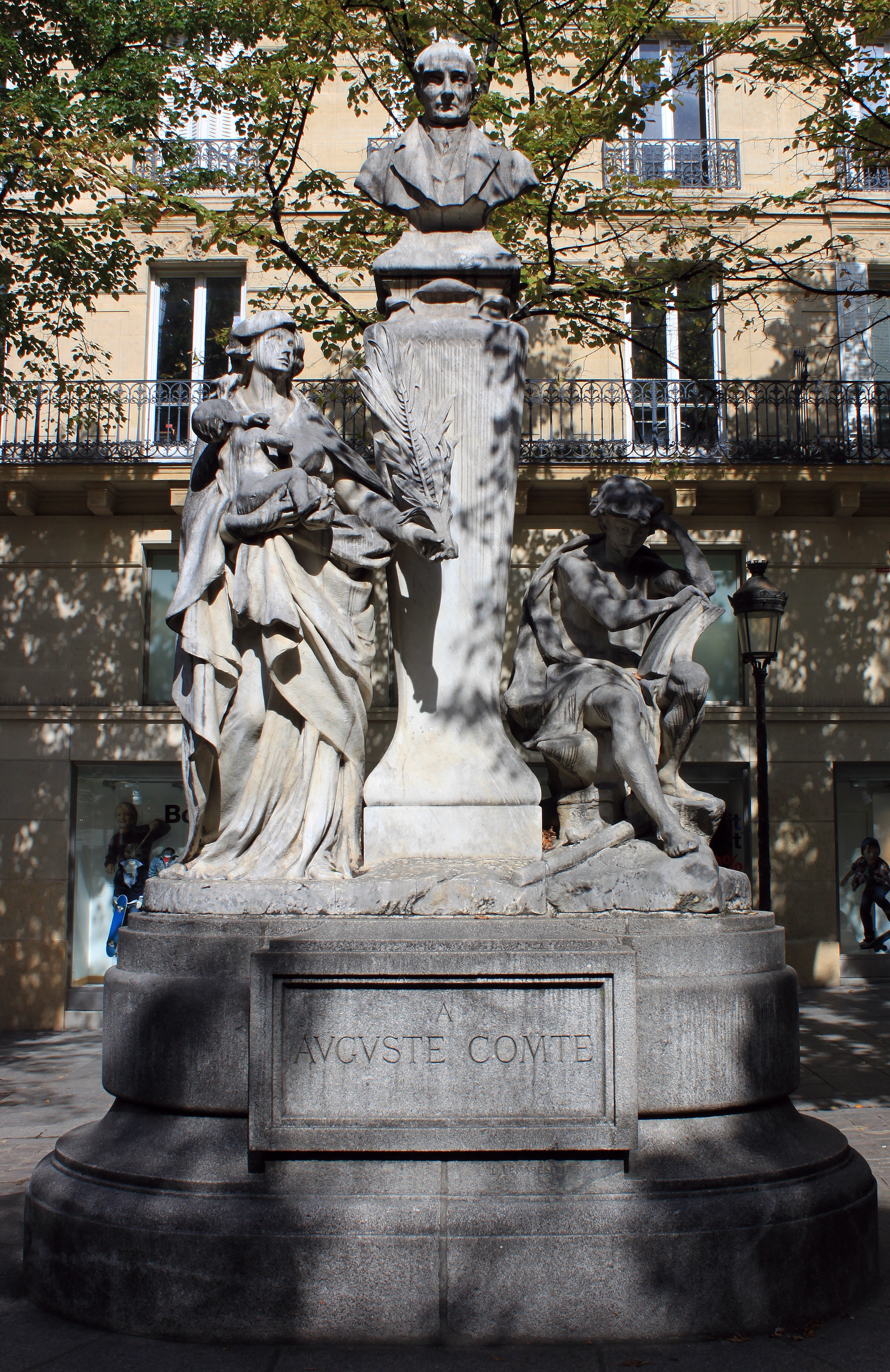
Monument à Auguste Comte, Place de la Sorbonne à Paris

Comte stelde zich de verbetering van de maatschappij ten doel en baseerde zijn oplossing op het credo "Orde en vooruitgang". Die twee begrippen werden tot dan toe als onverenigbaar beschouwd. De vooruitgang waarin Verlichtingsdenkers rotsvast geloofden, was volgens hun voorgangers  namelijk onlosmakelijk verbonden met chaos. Comte beschouwde het als zijn doel om de Franse Revolutie af te sluiten.
Volgens Comte was het de eerste vereiste tot het verbeteren van de samenleving het ontwikkelen van een nieuwe, theoretische wetenschap over die samenleving. In het positivisme van Claude Henri de Saint-Simon, dat uitging van de wet van de vooruitgang, zag hij de ideale methode voor die wetenschap.
Comte heeft de wet van de vooruitgang geherformuleerd als de wet van de drie stadia. Als programmaverklaring voor die nieuwe wetenschap (de sociologie) schoof Comte het doorgronden en formuleren van de wetten die de sociale werkelijkheid beheersen naar voren.
Uiteindelijk is Comtes ideaal van maatschappelijke orde zijn werk zo sterk gaan beheersen dat het religieuze trekken kreeg. Hij ontwierp een Religie der Mensheid en kroonde zichzelf tot hogepriester. De Religie der Mensheid kaderde zijn streven in naar maatschappelijke orde, dat uitgedrukt wordt in zijn devies "Orde en vooruitgang". Volgens Comte ligt de grondslag van iedere maatschappelijke orde immers in een gemeenschappelijk stelsel van opvattingen en ideeën. Hij beschouwt dat stelsel als de "lijm" waarmee afzonderlijke delen van de maatschappij (gezin, kerk, staat) door consensus met elkaar samenhangen.
Voor velen is het verschijnen van Religie der Mensheid het punt waarop ze het werk van Comte, dat in academische kringen lange tijd niet erg populair is geweest, links lieten liggen. Toch genoot Comte in Engeland enige bekendheid, vooral dankzij zijn vriend en weldoener John Stuart Mill, wat ook de reden is waarom Herbert Spencer later van zijn ideeën gebruik kon maken bij het ontwikkelen van zijn sociaal-darwinisme.
Daarnaast vonden zijn ideeën ook weerklank in enkele Latijns-Amerikaanse landen. De positivisten stelden dat het klassiek liberalisme in Mexico haar historische taak had voltooid, het verdrijven van de conservatieven, het breken van de macht van de Rooms-Katholieke Kerk en het invoeren van een grondwettelijke regering. Nu betoogden ze echter dat het tijd was om het revolutionaire liberalisme achter zich te laten en in plaats daarvan de aandacht te richten op stabiliteit en groei. Comte's devies "Orde en Vooruitgang" prijkt bijvoorbeeld nog steeds op de Vlag van Brazilië. De Braziliaanse grondwet van 1891 was doordrenkt met Comtes positivistische ideeën.
De Franse schrijver Michel Houellebecq is een groot bewonderaar van Comte en citeert hem regelmatig. In 2003 schreef hij een essay over de filosoof, waarin hij Comte vergelijkt met zijn oudere tijdgenoot Charles Fourier (1772-1837): "Het mag verrassend lijken om Comte en Fourier met elkaar in verband te brengen, zo tegengesteld zijn hun systemen. Toch hebben ze behalve een breedheid van blik die aan megalomanie of zelfs aan waanzin grenst (bij Fourier eerder van het delirische type, bij Comte van het manische) ook de zekerheid gemeen dat de samenleving binnen het bestek van enkele generaties – of zelfs van enkele jaren, afhankelijk van het soort sociale vorming – kan worden gereorganiseerd op een geheel nieuwe basis. [...] De twee auteurs hebben ook gemeen dat ze veel en te snel schrijven [...] en dat ze de meest algemeen aanvaarde stilistische conventies aan hun laars lappen. Beiden worden tegenwoordig inderdaad als onleesbaar beschouwd, behalve door enkele perverselingen die hun eigenaardigheid zijn gaan bewonderen en er een teken van genie in zien: de komische afdwalingen bij Fourier, de obsessieve herhalingen bij Comte."